# Assassinato de Junko Furuta
Junko Furuta (古田 順子, Furuta Junko, 18 de janeiro de 1971 – 4 de janeiro de 1989) foi uma estudante japonesa do ensino médio que foi sequestrada, estuprada, torturada e assassinada aos 17 anos de idade. Seu abuso foi cometido principalmente por quatro adolescentes do sexo masculino, Hiroshi Miyano (18), Jō Ogura (17), Shinji Minato (16) e Yasushi Watanabe (17), e ocorreu em um período de cerca de 44 dias a partir de 25 de novembro de 1988. No Japão, o caso é conhecido como "44 dias no inferno” (女子高生コンクリート詰め殺人事件 joshikōsei konkurīto-zume satsujin jiken?), pois seu corpo foi descoberto dentro de um tambor cheio de concreto. As sentenças de prisão cumpridas pelos criminosos variaram de sete a 20 anos. A brutalidade do caso chocou o país e foi considerado o pior caso de criminalidade juvenil na história japonesa no pós-guerra.

## Contexto
Furuta nasceu em 18 de janeiro de 1971 e cresceu em Misato, província de Saitama, onde morava com seus pais, irmão mais velho e irmão mais novo. Na época de seu assassinato, ela era uma estudante de 17 anos de idade do último ano do ensino médio na Escola Yashio-Minami e trabalhava meio período em uma fábrica de moldagem de plástico desde outubro de 1988 para economizar dinheiro para uma viagem de formatura que ela planejava fazer. Furuta também aceitou um emprego em uma loja de eletrônicos, onde pretendia trabalhar depois de se formar. Ela era muito querida por seus colegas e professores, tinha notas altas e faltas pouco frequentes. Segundo seus amigos, ela sonhava em se tornar uma cantora ídolo.
Os autores do crime foram quatro adolescentes do sexo masculino: Hiroshi Miyano (宮野裕史, Miyano Hiroshi, 18 anos de idade) , Jō Ogura (小倉譲, Ogura Jō, 17) , Shinji Minato (湊伸治, Minato Shinji, 16)  e Yasushi Watanabe (渡邊恭史, Watanabe Yasushi, 17) , que em documentos judiciais eram referidos como "A", "B", "C" e "D", respectivamente. Outros dois, Tetsuo Nakamura e Koichi Ihara, foram chamados de "G" e "L".
Os quatro membros do grupo abandonaram o ensino médio no verão de 1988 e se envolveram no crime organizado como chinpira (um tipo de grau de baixa patente da yakuza). Eles começaram a usar a casa da família de Minato em Adachi, Tóquio, como um ponto de encontro. A partir de outubro, eles se envolveram em vários crimes, como roubo (furto de bolsa e roubo de carro), agressão e estupro. Em 8 de novembro, o grupo sequestrou uma mulher de 19 anos de idade em Adachi e a estuprou em grupo em um hotel da cidade. Em 27 de dezembro, durante o confinamento de Furuta, o grupo raptou outra mulher de 19 anos de idade em Adachi e ela também sofreu um estupro coletivo num motel.

## Sequestro e abuso
Na noite de 25 de novembro de 1988, Miyano e Minato andavam de motocicleta pelas ruas de Misato com a intenção de roubar e estuprar mulheres locais quando avistaram Furuta, que estava voltando para casa depois de seu trabalho de meio período. Agindo sob ordens de Miyano, Minato chutou Furuta da bicicleta e fugiu do local. Miyano, sob o pretexto de testemunhar o ataque por coincidência, abordou Furuta e se ofereceu para acompanhá-la até sua casa. Após enganá-la e ganhar sua confiança, Miyano levou Furuta para um armazém próximo e a ameaçou, alegando ser um membro da yakuza e dizendo que a pouparia apenas se ela seguisse suas ordens.
Naquela noite, Miyano levou Furuta de táxi para um hotel em Adachi, onde a estuprou. Mais tarde, ele ligou para a casa de Minato e se gabou para Ogura sobre o estupro, depois de Ogura dizer a ele para não deixar Furuta ir embora. Nas primeiras horas da manhã de 26 de novembro, Miyano levou Furuta a um parque perto do hotel, onde Ogura, Minato e Watanabe estavam esperando. Eles disseram que sabiam onde ela morava e que a yakuza mataria sua família se ela tentasse escapar. Minato concordou em permitir que Furuta fosse confinada em um quarto no segundo andar de sua casa em Adachi com o propósito de estuprá-la em grupo. Furuta foi mantida em cativeiro pelos próximos 39 dias.
Em 27 de novembro, os pais de Furuta contataram a polícia sobre seu desaparecimento. Para desencorajar investigações futuras, os sequestradores forçaram Furuta a ligar para sua mãe três vezes para convencê-la de que ela havia fugido, mas estava segura e com amigos. Quando os pais de Minato estavam presentes na casa onde ela estava confinada, Furuta era forçada a agir como se fosse sua namorada. O grupo abandonou esta pretensão quando ficou claro que os pais de Minato não os denunciariam à polícia e, mais tarde, alegaram que não intervieram porque tinham medo do seu próprio filho, que tinha se tornado cada vez mais violento com eles.
Na noite de 28 de novembro, Miyano e os outros, junto com Nakamura e Ihara, estupraram Furuta em grupo, após Miyano raspar os pelos pubianos da menina com uma navalha e usar um fósforo para queimar sua área genital. No início de dezembro, como punição por uma tentativa de fuga, o grupo deu vários socos no rosto de Furuta e Miyano queimou os tornozelos com um isqueiro. Eles forçaram Furuta a dançar nua ao som de uma música, a se masturbar na frente deles e a ficar na sacada no meio da noite com pouca roupa. Além disso, inseriram objetos em sua vagina e ânus, incluindo uma haste de metal e uma garrafa. Eles também a forçaram a beber grandes quantidades de álcool, leite e água; fumar dois cigarros ao mesmo tempo; e inalar vapores de diluente de tinta. Em um ataque em meados do mês, Furuta foi espancada pelo grupo sob o pretexto de que Miyano havia pisado em uma poça de urina derramada, após o que ele queimou suas coxas e mãos várias vezes com fluido de isqueiro. A partir dessa época, Furuta, incapaz de suportar os ataques repetidos, às vezes implorava para ser morta por seus captores.
No final de dezembro, Furuta estava gravemente desnutrida após ser alimentada apenas com pequenas quantidades de comida e, eventualmente, apenas com leite. Devido aos ferimentos e queimaduras, ela não conseguia mais ir ao banheiro do andar de baixo e ficou confinada no chão do quarto, em estado de extrema fraqueza física e mental. Sua aparência havia sido drasticamente alterada após repetidas surras, sendo que seu rosto ficou tão inchado que era difícil reconhecê-la e suas feridas infectadas começaram a emitir um odor fétido.

## Assassinato e investigação
Em 4 de janeiro de 1989, depois de perder dinheiro em um jogo de mahjong na noite anterior, Miyano decidiu descontar sua raiva em Furuta. Ele acendeu uma vela e pingou cera quente no rosto dela, colocou duas velas curtas em suas pálpebras e a forçou a beber sua própria urina. Furuta foi levantada e chutada, caiu sobre um aparelho de som e começou a ter convulsões. Para evitar que as mãos dela ficassem manchadas de sangue, o grupo as cobriu com sacos plásticos antes de espancá-la com os punhos e uma bola de ferro para exercícios, que foi arremssada contra o seu abdômen várias vezes. Miyano derramou fluido de isqueiro em Furuta e ateou fogo nela; ela fez tentativas fracas de se apagar, mas acabou parando de se mover. O ataque durou cerca de duas horas e Furuta morreu às 10h.
Menos de 24 horas após sua morte, o irmão de Minato ligou para dizer que Furuta parecia estar morta. Com medo de que seu crime fosse descoberto, o grupo envolveu o corpo de Furuta em um cobertor e o colocou em uma grande bolsa de viagem, depois colocou a bolsa em um tambor de metal e o encheu com concreto molhado. Por volta das 20h do dia 5 de janeiro, o grupo dirigiu até um terreno baldio perto de um canteiro de obras na ilha de Wakasu em Kōtō, Tóquio, e despejou o tambor lá.
No início de 1989, Miyano e Ogura foram presos pelo sequestro e estupro coletivo de uma mulher de 19 anos de idade em dezembro de 1988. Quando a polícia interrogou Miyano, ele acreditou falsamente que Ogura já havia confessado o assassinato de Furuta e que a polícia estava ciente de sua culpabilidade, então ele disse onde encontrar o corpo dela. A polícia ficou inicialmente intrigada com sua confissão, pois o interrogava sobre o assassinato de outra mulher. O tambor contendo o corpo de Furuta foi recuperado em 29 de março e ela foi identificada por meio de impressões digitais. Minato, Watanabe, o irmão de Minato, Nakamura e Ihara também foram presos.

## Julgamento e reação
As identidades dos réus foram mantidas em sigilo pelo tribunal, pois todos eram menores de 20 anos de idade na época. Jornalistas do tablóide Shūkan Bunshun revelaram as suas identidades e publicaram-nas, argumentando que os acusados não mereciam que o seu direito ao anonimato fosse respeitado, dada a gravidade do crime. Em julho de 1990, todos foram considerados culpados e condenados pelo Tribunal Distrital de Tóquio por rapto para efeitos de agressão sexual, confinamento, violação, agressão, homicídio e abandono de cadáver. Todos os quatro apelaram; em julho de 1991, três foram novamente condenados a penas mais longas pelo Tribunal Superior de Tóquio.
- Hiroshi Miyano foi inicialmente condenado a 17 anos de prisão e novamente condenado a 20 anos,[9] a pena mais longa normalmente aplicada no Japão, além da prisão perpétua, que era solicitada pela acusação.[9] Os pais de Miyano venderam a casa da família e pagaram aos pais de Furuta uma compensação de 50 milhões de ienes (cerca de 800 mil dólares em valores de 2024), que a defesa do filho apresentou como uma circunstância atenuante.[10] Uma avaliação psicológica ordenada pelo tribunal no julgamento estabeleceu que Miyano tinha uma deficiência de aprendizagem que "não prejudicou sua função cerebral, mas atrasou seu desenvolvimento emocional". Após sua libertação em 2009, ele mudou seu sobrenome para "Yokoyama". Ele teria se gabado de suas conexões com a yakuza e envolvimento em esquemas de pirâmide. Em 2013, Miyano foi preso por suspeita de fraude bancária e realização de chamadas telefônicas fraudulentas, mas permaneceu em silêncio e não foi acusado.[10]
- Jō Ogura foi condenado de cinco a dez anos de prisão. Ele foi libertado em 1999 e mudou seu sobrenome para "Kamisaku". Ele trabalhou em empregos da área de TI depois de ser solto, mas se voltou para o crime organizado depois que seu passado se tornou conhecido por aqueles ao seu redor. Em 2004, Ogura foi preso por agredir Takatoshi Isono, um conhecido com quem ele achava que sua namorada estava envolvida. Ogura empurrou Isono para o porta-malas do carro e o levou até o bar de sua mãe em Misato, onde o agrediu por quatro horas.[11] Ogura foi condenado a quatro anos de prisão pelo crime e foi libertado em 2009.[12][10]
- Shinji Minato foi originalmente condenado de cinco a seis anos de prisão e sentenciado novamente de cinco a nove anos. Seus pais e irmão não foram acusados. Após sua libertação em 1998, Minato foi morar com sua mãe. Em 2018, Minato (então desempregado) foi preso por suspeita de tentativa de homicídio após golpear um homem de 32 anos de idade no ombro com um bastão de metal e cortar seu pescoço com uma faca em uma rua em Kawaguchi, Saitama, durante uma disputa por uma vaga de estacionamento de veículos.[12][13][10] Em 2019, Minato foi condenado a um ano e seis meses de prisão, com pena suspensa e liberdade condicional por três anos.
- Yasushi Watanabe foi originalmente condenado de três a quatro anos de prisão e sentenciado novamente de cinco a sete anos. Ele ainda apelou do veredito à Suprema Corte do Japão, mas seu recurso foi negado em julho de 1992. Ele foi libertado em 1996 e deixou sua cidade natal para viver com sua mãe.[5][10]

Desde o momento em que o caso foi relatado pela primeira vez na mídia, o Departamento de Polícia Metropolitana de Tóquio, o órgão investigador, recebeu muitos telefonemas e cartas do público em geral exigindo que os perpetradores fossem severamente punidos, inclusive com prisão perpétua ou pena de morte. O Ministério Público de Tóquio, que havia pedido prisão perpétua para Miyano durante o julgamento, foi criticado por não pedir penas de prisão perpétua para os outros perpetradores, nem pedir a pena de morte. O Tribunal Distrital de Tóquio também recebeu inúmeras chamadas e cartas que criticavam a leveza percebida pelo público nas suas sentenças, embora a maioria dos profissionais jurídicos inquiridos pelo jornal Asahi Shimbun tenha dito que as sentenças eram apropriadas com base em precedentes.
No julgamento do "assassinato do casal de Nagoia" de 1988, o Tribunal Distrital de Nagoia condenou o réu principal, um garoto de 19 anos de idade, à morte em junho de 1989, e um segundo réu, um garoto de 17 anos, à prisão perpétua; este caso foi comparado ao caso Furuta. Hiroshi Itakura, professor de direito na Universidade Nihon, comentou que a diferença nas sentenças era explicada pela diferença no número de vítimas (duas no caso Nagoia, contra uma no caso Furuta): segundo o padrão Nagayama, o padrão legal usado no Japão para a pena de morte, uma vítima de assassinato significa prisão perpétua ou menos, enquanto duas vítimas são consideradas um caso limítrofe. Itakura também afirmou que a acusação no caso de Nagoia demonstrou clara intenção e premeditação, enquanto no caso de Furuta, a intenção de homicídio era menos clara.

## Consequências
O funeral de Furuta foi realizado em 2 de abril de 1989. Durante a cerimônia, uma de suas amigas fez um elogio escrito por seus colegas de escola que dizia:

Jun-chan, bem-vinda de volta. Nunca imaginei que nos encontraríamos novamente desta forma. Você foi submetida a tanta crueldade, não foi? Você passou por tanta coisa, não foi? Estou chateada comigo mesma por ter continuado a viver, sem saber o que estava acontecendo. Você sempre foi tão gentil e alegre, Jun-chan. O happi que fizemos para o festival cultural ficou maravilhoso em você. Nunca vou me esquecer disso. De forma alguma deixaremos que a morte de Jun-chan seja em vão.  Ao chegarmos à idade adulta, vamos nos esforçar para que um mundo onde esses crimes hediondos não existam mais. Faremos o nosso melhor, mantendo Jun-chan em nossos corações e seguindo em frente. O diretor até trouxe seu diploma. Graças a isso, todos os 47 alunos da turma 3-8 puderam se formar. Jun-chan... não há mais dor ou sofrimento agora. Descanse em paz. Adeus, Jun-chan.
O futuro empregador de Furuta presenteou seus pais com o uniforme que ela usaria em sua posição e o colocou em seu caixão. Na formatura, o diretor entregou o diploma aos pais dela. O local em Wakasu onde seu corpo foi descoberto é agora uma zona industrial.